# Abnak Records
Abnak Records era un sello discográfico con sede en Dallas, Texas, propiedad del asegurador de Fort Worth, John Howard Abdnor Sr., activo de 1963 a 1971, que comenzó principalmente como una salida para su hijo John H. Abdnor Jr., principalmente como Jon & Robin. El mayor éxito para el sello provino del grupo The Five Americans. Los sellos subsidiarios fueron Startime Records, Jetstar Records y Britannia Records. Su último álbum fue distribuido por Uni Records y fue de Michael Rabon & Chocktaw, lanzado en 1971, en el que participaron miembros de The Five Americans. 
Sundazed Music posee hoy el catálogo de Abnak.